# Élise Pellegrin
Élise Pellegrin (Montrichard, 7 maggio 1991) è una sciatrice alpina maltese, primo sportivo del suo Paese ad aver partecipato a un'edizione dei Giochi olimpici invernali e portabandiera durante le cerimonie di apertura dei XXII e dei XXIII Giochi olimpici invernali.

## Biografia
Ha iniziato la sua carriera agonistica nel 2006 partecipando a una gara FIS a Tignes, in Francia, il Paese dov'è nata e l'unico dove ha gareggiato fino al 18 agosto 2008, quando ha esordito in South American Cup in Argentina. Ha esordito ai Campionati mondiali a Schladming 2013, dove si è classificata al 69º posto nello slalom gigante e al 67º nello slalom speciale, e ai Giochi olimpici a Soči 2014 dove, dopo esser stata la portabandiera di Malta durante la cerimonia di apertura, si è piazzata 65ª nello slalom gigante e 42ª nello slalom speciale. È stata il primo atleta maltese a partecipare a un'Olimpiade invernale: pur essendo nata e cresciuta in Francia, ha potuto rappresentare Malta grazie alla cittadinanza del padre e del nonno, emigrato dopo la Seconda guerra mondiale.
Nei successivi Mondiali di Vail/Beaver Creek 2015 ha partecipato allo slalom gigante e allo slalom speciale, classificandosi rispettivamente al 72º e al 57º posto; due anni dopo, nella rassegna iridata di Sankt Moritz, nelle medesime specialità è stata rispettivamente 66ª e 59ª. Nel 2018 ha esordito in Coppa del Mondo, nello slalom gigante di Lenzerheide del 27 gennaio (che non ha completato), e ha partecipato ai XXIII Giochi olimpici invernali: dopo esser stata nuovamente portabandiera durante la cerimonia di apertura, a Pyeongchang 2018 si è classificata 50ª nello slalom speciale e non ha completato lo slalom gigante. Ai Mondiali di Åre 2019 è stata 65ª nello slalom  gigante e non ha completato lo slalom speciale, mentre a quelli di Courchevel/Méribel 2023 si è classificata 51ª nello slalom speciale e non si è qualificata per la finale dello slalom gigante; da allora è inattiva.